# Parafia św. Tomasza Apostoła w Szczecinie
Parafia pod wezwaniem Św. Tomasza Apostoła w Szczecinie – parafia należąca do dekanatu Szczecin-Dąbie, archidiecezji szczecińsko-kamieńskiej, metropolii szczecińsko-kamieńskiej. Jedna z parafii rzymskokatolickich w Szczecinie. Została erygowana w 1998. Mieści się na terenie osiedla Kasztanowego w Szczecinie.